# 마테우스 움베르투 마시미아누
마테우스 움베르투 마시미아누(포르투갈어: Matheus Humberto Maximiano, 1989년 5월 31일 ~ )는 브라질의 축구 선수이다. 미드필더와 공격수를 두루 소화할 수 있고 주발은 왼발이다. 현재 J2리그 더스파구사쓰 군마 소속이다.

## 클럽 경력
마테우스는 상파울루 출신으로, 2007년 구아라니에서 선수 생활을 시작하였다. 2010년 그의 잠재력을 알아본 아바이와 장기 계약을 체결하였다. 2011년 1월 임비투바로 임대를 가 13경기에서 5골을 넣었다.
2011년 7월 14일, 대구는 15만 달러에 마테우스와 1년 계약을 체결했다고 밝혔다.

## 수상 경력

### 클럽

#### 아바이
- 캄페오나투 카타리넨시: 2010